# Georges Adé
Georges Adé (Antwerpen, 14 november 1936 – Edegem, 11 oktober 1992) was een Belgisch romanist, dichter en prozaschrijver, radio- en tv-criticus. Hij schreef aanvankelijk onder het pseudoniem Laurent Veydt.

## Levensloop
Adé promoveerde in de Romaanse filologie aan de Sorbonne en keerde terug naar zijn geboortestad. Beïnvloed door de nouveau roman die toen furore maakte, en in de gloriejaren van de alternatieve vormen van schrijven, werd het eerste boek van Adé, Het lichamelijk onderscheid, een contestatie van de conventies die heersten binnen de Nederlandstalige en in de eerste plaats de zogenaamde 'Vlaamse vertelkunst'. Zijn volgende twee boeken lagen in dezelfde lijn.
Vanaf 1971 richtte hij zich vooral op zijn wetenschappelijk werk en publiceerde studies over semiotiek en linguïstiek, met als inspiratoren Roman Jakobson en Claude Lévi-Strauss. In 1977 werd hij benoemd tot hoogleraar aan de Katholieke Vlaamse Hogeschool in Antwerpen.
Zijn eerste roman, die in 1977 verscheen, De grote boodschap, was een montage drie teksttypes in verschillende stijlen en registers, waaronder zich een vertaling bevond van de Bacchanten van Euripides. Het geheel had als opzet een bacchantische bevrijdingsroes uit te beelden.
Adé was redacteur van het Nieuw Vlaams Tijdschrift en na de verdwijning van dit tijdschrift van Diogenes. Hij was lid van de Antwerpse groep Pink Poets.
Hij was een veel gevraagd interviewer en boekbespreker en schreef tal van journalistieke bijdragen. Zijn kennis van de Franse letterkunde bracht mee dat hij Marguerite Yourcenar en Eugène Ionesco interviewde. Ook maakte hij vertalingen van Franse toneelschrijvers.
Hij overleed op zesenvijftigjarige leeftijd aan nierkanker.
Marcel Janssens typeerde hem in Geboekstaafd. Vlaamse prozaschrijvers na 1945 (Davidsfonds, 1988) als volgt: "Als veelzijdig schrijver vertegenwoordigt hij het type van de geëngageerde, ideologisch betrokken 'homme de lettres' naar Frans model. Hij is een kritische intellectueel, kosmopoliet van vorming en interesse, die het schrijven (incluis de productie van grensverleggende teksten) wil plaatsen in een bredere ideologische en maatschappelijke context. Zijn veeleisende schrifturen liggen in het raakvlak van eigenzinnige autonomie en betrokkenheid."

## Publicaties
Adé publiceerde onder het pseudoniem Laurent Veydt modernistisch-experimenteel proza:
- Het lichamelijk onderscheid, 1965.
- Beschrijving van een hemelvaart, 1967.
- De hemel, 1968.
- De aftakeling, 1969.
- Flitsen uit het sexuele leven van een middenstander (verhaal), 1971.
- De graaf van Adeghem, 1974.

Onder eigen naam publiceerde hij:
- Linguistiek en literatuurstudie.
- De grote boodschap, roman, 1977.
- Roxy’s Roxanne, een korte vertelling, 1981.
- Vier: gnomische poëzie, poëziebundel, 1982.
- Huis der liefde, science-fictionachtig verhaal over de gevolgen van een nucleaire ramp, 1984.
- De dood van het N.V.T., essay, 1984.
- Uit het schrijfboek van een japneus, essays, 1984.
- Dubbeltalent, tentoonstellingscatalogus, 1989.

Hij was in 1981 te zien in het televisieprogramma Met zicht op zee (aflevering van 20 augustus) met Kurt Van Eeghem, Kamagurka, Urbanus en Jan De Smet van De Nieuwe Snaar, gepresenteerd door Carl Huybrechts en met Jaak Pijpen als butler. Volgens een recensent liep de uitzending uit de hand en eindigde voortijdig in verwarring.